# Zachariasz (prorok)
Zachariasz (hebr.  זְכַרְיָה, Zecharja, Jahwe pamięta) – syn Barachiasza, izraelski prorok, którego działalność przypadła od listopada 520 p.n.e. do grudnia 518 p.n.e., czyli od ósmego miesiąca w drugim roku panowania Dariusza do dziesiątego miesiąca czwartego roku rządów tegoż króla. Wielu biblistów uważa go za kapłana, który według Księgi Nehemiasza (12, 16) stał na czele kapłańskiego rodu Iddo, święty Kościoła katolickiego.

## Księga Zachariasza
Jest autorem pierwszych ośmiu z czternastu rozdziałów księgi noszącej jego imię. Rozdziały te zawierają 8 wizji dotyczących odbudowy świątyni i nadziei na odnowę moralną bytu narodowego. Zachariasz jest pierwszym prorokiem, którego wizje przybierają obrazy surrealistyczne, dlatego określa się go jako prekursora proroctw apokaliptycznych.
W swojej nauce podkreśla transcendencję Boga. Jest przejęty przede wszystkim troską o odbudowę Świątyni Jerozolimskiej, a także o świętość narodu. Przepowiadając przyszłość Zachariasz głęboko wierzył że: Jahwe zniszczy ciemiężycieli Izraela, wszyscy Żydzi wrócą do Jerozolimy, Świątynia będzie odbudowana, Jahwe zamieszka w Świątyni, Jerozolima będzie miastem otwartym, bez murów, poganie przyjmą wiarę w Boga, naród odnowi się moralnie i będzie żył w wewnętrznym pokoju, jak również z sąsiadami, nastanie zgoda między władzą cywilną i kapłanami oraz że posty obchodzone na pamiątkę zburzenia Jerozolimy zostaną zniesione.
W synaksariuszu konstantynopolitańskim wymieniony jest 8 lutego i 16 maja, a w zachodnich martyrologiach wspominany 6 września.